# Zale bethunei
Zale bethunei là một loài bướm đêm trong họ Erebidae.